# Огърличест лемур
Огърличест лемур (Eulemur collaris) е среден по размер на тялото примат от род Кафяви лемури обитаващ ограничени райони от югоизточен Мадагаскар. Подобно на повечето видове на лемури е дървесен и се придвижва от дърво на дърво с подскоци. Образува социални групи. Храни се основно с плодове. Видът е включен като уязвим, поради заплахата от загуба на местообитания.

## Разпространение
Представителите на вида са разпространени в югоизточната част на Мадагаскар в район с влажни тропически гори. Видът е дървесен и трудно се забелязва в естествената си среда без специално оборудване.

## Физически характеристики
Възрастните огърличести лемури са с дължина на тялото 39 - 40 cm, а опашката е 50 - 55 cm. Теглото на тялото е 2,25 - 2,5 kg, което го прави среден по размер лемур. Характерен е полов диморфизъм, който се изразява единствено с дихроматизъм описан в таблицата по-долу:
|                        | Мъжки | Женски                                                   |
| ---------------------- | --- | -------------------------------------------------------- |
| Козина по гърба        | Кафяво-сива | Кафява и по-рижава от тази на мъжките                    |
| Козина по долната част | Бледа сива | Бледа кремаво-сива                                       |
| Опашка                 | Тъмно сиво с тъмна ивица по протежение на гръбначния стълб                                                            | Същата като на гърба                                     |
| Лице и глава           | Муцуна, лице и теме са тъмносиви до черни; кремаво до сиво-цветни петна на веждите, вариращи между отделните индивиди | Сиви, с бледа сива ивица, простираща се над темето       |
| Бузи                   | Кремаво до червеникавокафяви. Бузите и брадата са дебели и пухкави                                                    | Червеникавокафяви, но по-невзрачни, отколкото на мъжките |
| Очи                    | Оранжево-червени | Оранжево-червени                                         |

## Поведение
Съществуват малко данни за поведението на вида. Смята се, че представителите му са преди всичко плодоядни, подобно на останалите лемури. Еднакво активни са през деня и нощта. Изследователите на вида смятат, че това поведение се дължи на метаболитните диетични нужди.
Огърличестите лемури живеят в социални групи, които са съставени едновременно от много мъжки и много женски индивиди. Групите са съставени от 3 - 7 индивида. Гъстотата на представителите е около 14 индивида/km2. Това е сред малкото видове, при които женските не доминират.

### Хранене
Подобно на повечето видове лемури и огърличестите ядат предимно плодове, които са лесно достъпни. Хранят се също с цветове, листа, и ядки. Консумират и малки насекоми. Огърличестите лемури не ядат семената на плодовете, които консумират. Вместо това, те ги разпръсват. Това дава възможност на горите да се възобновянат с млади фиданки.

### Размножаване и отглеждане на малките
Женските раждат потомство между октомври и декември. В отглеждането му вземат участие и мъжките и по-младите индивиди в групата.